# 예멘의 행정 구역
예멘의 행정 구역은 21개의 주와 이들 주에서 또 많은 구로 나뉜다.